# Blarinomys breviceps
Blarinomys breviceps is een zoogdier uit de familie van de Cricetidae. De wetenschappelijke naam van de soort werd voor het eerst geldig gepubliceerd door Winge in 1887.
Akodon · Bibimys · Blarinomys · Brucepattersonius · Castoria · Dankomys† · Deltamys · Gyldenstolpia · Juscelinomys · Kunsia · Lenoxus · Necromys · Oxymycterus · Podoxymys · Scapteromys · Thalpomys · Thaptomys